# Јекатерина Фуртсева
Јекатерина Алексевна Фуртсева (рус. Екатерина Алексеевна Фурцева; Вишњи Волочок, 24. новембар 1910 — Москва, 24. октобар 1974) била је совјетска политичарка и друга жена Политбироа Комунистичке партије Совјетског Савеза.

## Биографија
Фуртсева је рођена у граду Вишњи Волочок. Пре четрдесетих година 20. века радила је ткач у московској фабрици текстила. Радила је у Курску и на Криму, а након тога у Москви је уписала Институт за хемијскиу технологију, на којем је дипломирала 1941. године као хемијски инжењер.
Њен партнер био је Николај Фирубин, совјетски амбасадор у СФРЈ, где је Фуртсева долазила сваког викенда како би га видела.. Ипак, Фирубин се у међувремену оженио и постао заменик министра спољних послова у Москви, а са Фуртсевом је изгубио сваки контакт.

## Политичка каријера
Политичка каријера Фуртстеве почека је за време мандата Јосифа Стаљина. Након дипломирања постала је активан у Комсомолу и дошла до позиције секретаријата Москве, 1950. године. Држала је говор на 19. конгресу Комунистичке партије Совјетског Савеза, 1952. године, последњем партијском конгресу за време мандата Јосифа Стаљина. Након говора изабрана је за члана центалног комитета Комунистичке партије Совјетског Савеза. За време мандата Никите Хрушчова била је секретар московског комитета Комунистичке партије Совјетског Савеза од 1954. до 1957. године.
Године 1952, Фуртсева је оптужила глумца Бориса Бабочкина за ругање комунизму односно сматрала да је сатирично одглумио Василија Чапајева, руског војника и командант Црвене армије за време Руског грађанског рата. Она је преко новина Правда позвала на цензуру и бојкот овог глумца. Након оглашавања преко новина, Фуртсева је апеловала на све филмске студије и драмске компаније из СССРа, да обијају сарадњу са Борисом Бабочкином.
Током 1956. године, именована је за секретара Центалног комитета и члана Политбироа, где је наредне 1957. године била једина жена. Била је на страни Никите Хрушчова, током дестаљинизације и осигурала политичку пропаст Вјачеслава Молотова, Георгија Маљенкова и Лазара Кагановича.
Наредних 14. година, упамћених као Доба Фуртсеве, а она је имала огроман утицај на совјетску културу. Са годинама постајала је све више заинтересована за руковођење позориштима и биоскопима, па су многи изузетни глумци и редитељи покушали да обезбеде њено пријатељство како би наставили и успешили своје каријере.
Према изворима најближих пријатеља, Фуртсева је била алкохоличарка. 19. јуна 1974. године, новине Правда су писале о паду Фуртсеве и о томе да она није успела да поново буде изабрана за члана Врховног Совјета. Два месеца пре тога, Фуртсева је била због екстравагације кажњена од стране њене странке са 40.000 рубаља.

## Смрт
Преминула је 24. октобра 1974. године у Москви, од срчане инсуфицијенције. У медијима се писало да је била укључена у нелегалне комерцијалне послове и да је починила самоубиство, спречивши тако срамоту и скандале. Сахрањена је на гробљу Новодевичју.

## Породица
Удавала се два пута. Са првим мужем, Петром Битковим била је у браку од 1935. до 1944. године и са њим је имала ћерку Светлану (1942−2005) Други пут се удала 1956. године за совјетског дипломату Николаја Фирјубина и са њим остала до своје смрти 1974. године..